# Eliica

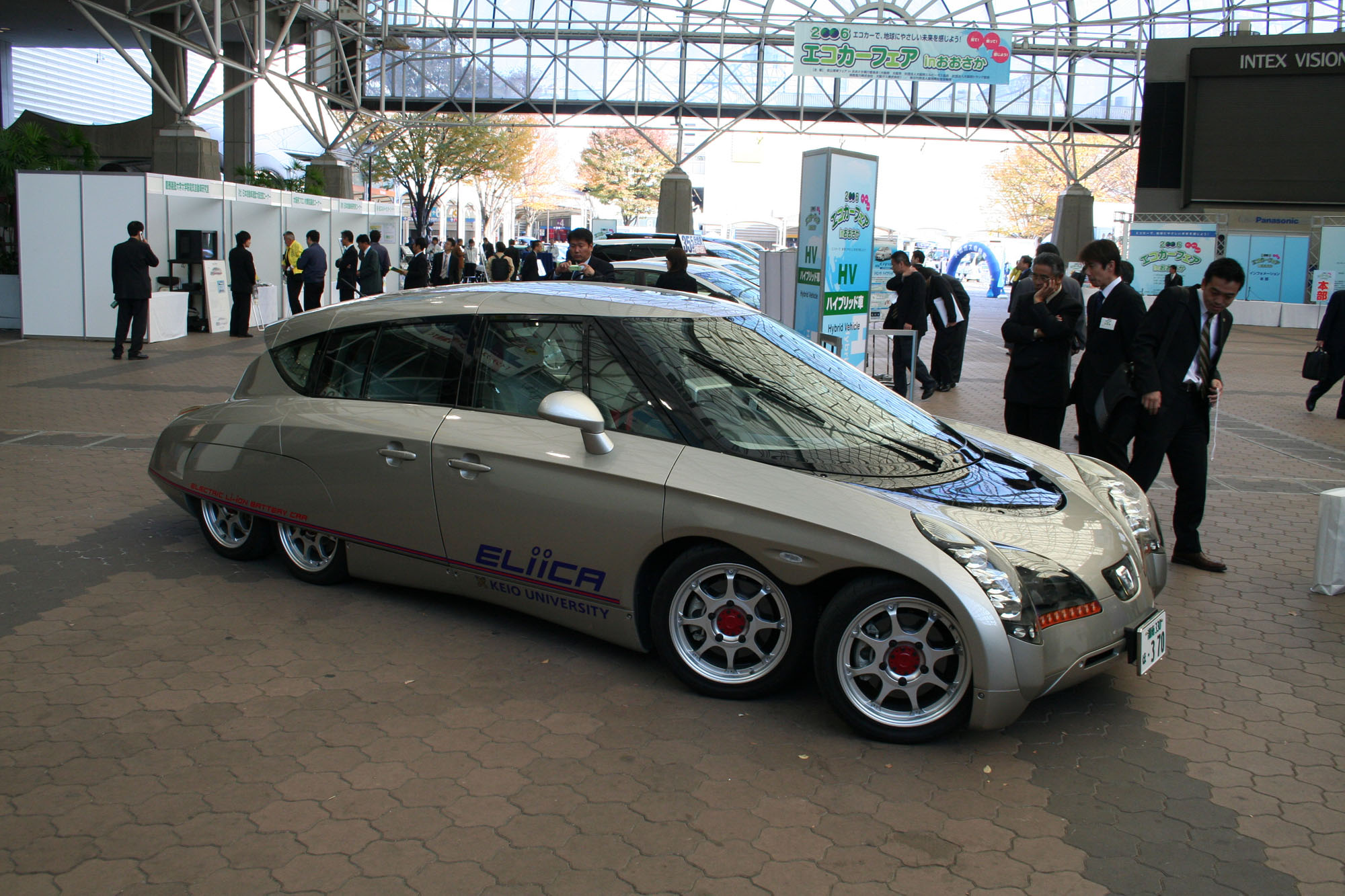
Eliica.

Eliica (Electric Lithium-Ion Car) — прототип электромобиля, созданный в Университете Кэйо, Токио под руководством профессора Хироси Симидзу. Eliica разработан лабораторией Электрического Транспорта, это пятый концепт лаборатории.
Факты:
- 8-колёсный электромобиль был впервые продемонстрирован публике осенью 2005 года на Токийском автошоу.
- На автомобиле установлено 8 электродвигателей по 60 кВт (80 л. с.) каждый, по одному на каждое колесо.
- Общая мощность двигателей — 480 кВт (640 л. с.).
- Литий-ионные аккумуляторы 328 В, 55 кВт·ч.
- Время полной зарядки аккумуляторов — 10 часов; возможна зарядка от бытовой электросети.
- Около 30 % стоимости автомобиля приходится на стоимость аккумуляторов (80 элементов в 4 блоках).
- Вес автомобиля — 2400 кг.
- Вместимость — водитель и три пассажира.

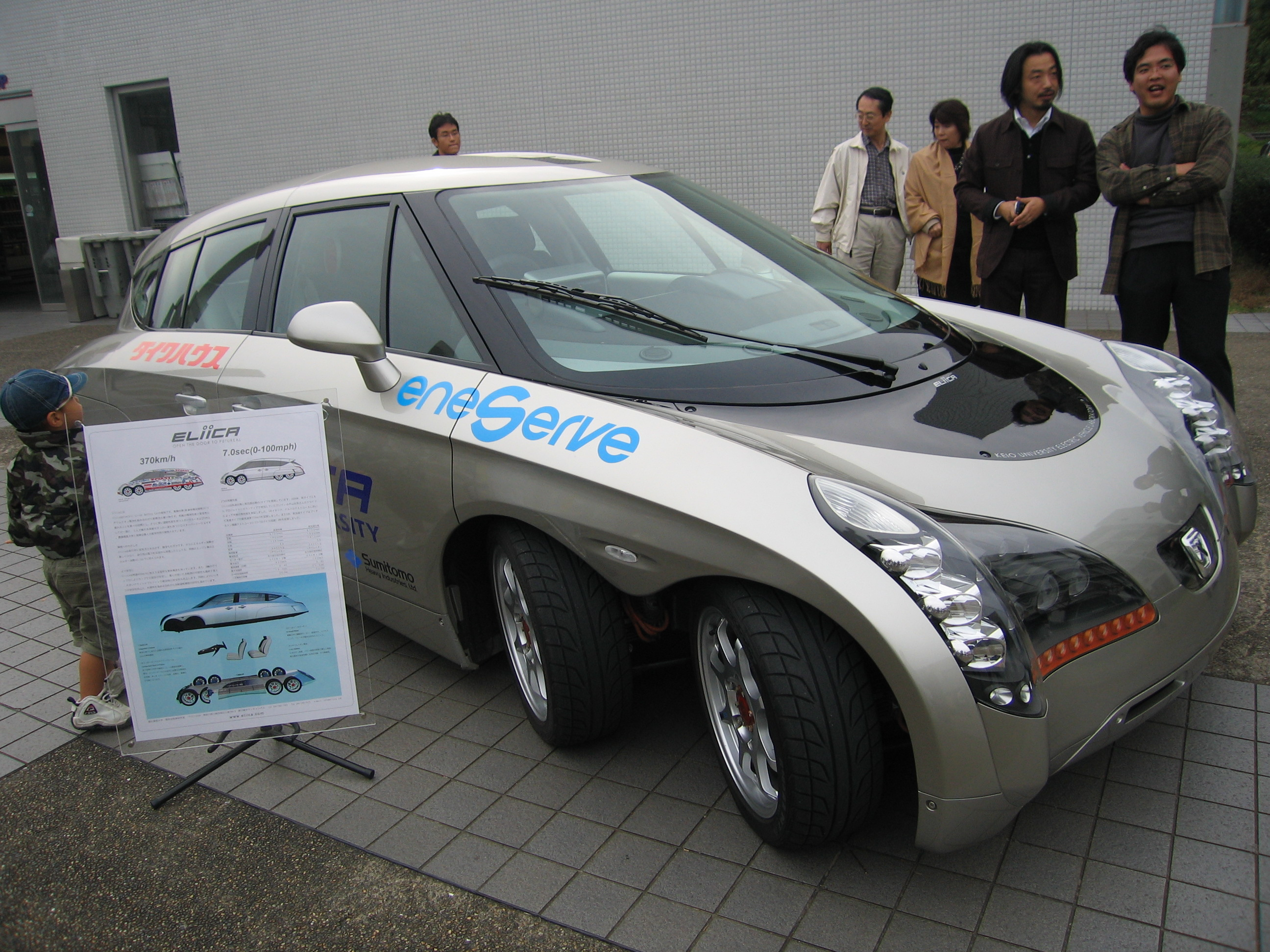
Eliica в Осаке.

Автомобиль длиной 5,10 метра разгоняется до 100 км/ч за 4,1 секунды. В 2004 году на специальной трассе Nardo High Speed Track в Италии электромобиль Eliica развил скорость 370 км/ч. Цель команды разработчиков достигнуть скорости 400 км/ч, чтобы побить рекорд, установленный легальными дорожными автомобилями с бензиновыми двигателями.
Корпус автомобиля тестировали в аэродинамической трубе. Передние двери открываются как обычно, а задние — вверх, как крылья. Передние четыре колеса являются управляемыми. На каждом из восьми колёс установлены дисковые тормоза. Eliica может запасать энергию при торможении, что позволяет увеличить дальность пробега.
К 2005 г. было создано два прототипа: Speed (Скорость) и Acceleration (Ускорение). Speed развил скорость 370 км/ч. Дальность его пробега на одной зарядке аккумуляторов — 200 км. Speed создан для того, чтобы побить рекорд скорости бензиновых автомобилей, Acceleration — для обычного использования. Acceleration развивает скорость 190 км/ч, дальность пробега — 320 км.
Разработчики планируют произвести около 200 экземпляров по цене ¥30 млн (около $ 255 000 на начало 2007 года).
19 декабря 2005 премьер-министр Японии Дзюнъитиро Коидзуми протестировал этот электромобиль во время 10-минутной поездки к Парламенту. В 2006 году автомобиль испытал губернатор Токио Синтаро Исихара, а также кронпринц Нарухито.